# James Franck
James Franck (Hamburg, 26 augustus 1882 – Göttingen, 21 mei 1964) was een Duits-Amerikaans natuurkundige en winnaar van de Nobelprijs voor Natuurkunde in 1925, samen met Gustav Ludwig Hertz, voor hun ontdekking van de wetten die gelden voor de botsing van een elektron met een atoom. Daarnaast is Franck vooral bekend geworden vanwege het zogenaamde Franck-report, waarin hij en zijn medestanders hun morele bezwaren bij de ontwikkeling en toepassing van kernwapens uiteenzetten.

## Biografie en loopbaan
James Franck was de zoon van Jacob Franck en Rebecka Nachum. Hij groeide op in Hamburg en ging daar ook naar de middelbare school. Vervolgens studeerde hij natuurkunde in Berlijn, onder Emil Warburg en Paul Drude. In 1906 promoveerde hij daar ook (Warburg was zijn promotor). 
Vervolgens vertrok hij naar Frankfurt, maar hij kwam al snel terug naar Berlijn en werd assistent van Heinrich Rubens. In 1911 trouwde hij met Ingrid Josefson en samen kregen zij twee dochters, Dagmar en Lisa. In de jaren 1912-1914 deed hij samen met Gustav Hertz het onderzoek waarvoor hij later de Nobelprijs zou krijgen, met name het bekende Franck-Hertz-experiment, dat het atoommodel van Bohr experimenteel ondersteunde. 
Tijdens de Eerste Wereldoorlog was Franck vrijwilliger in het Duitse leger en toen hij in 1917 zwaargewond raakte bij een gasaanval, kreeg hij het IJzeren Kruis eerste klasse. Na de Eerste Wereldoorlog werd hij benoemd tot hoofd van de afdeling natuurkunde van het Kaiser Wilhelm Instituut voor Fysische Chemie in Berlin-Dahlem, dat op dat moment onder voorzitterschap van Fritz Haber stond. 
In 1920 werd Franck professor in de experimentele natuurkunde in Göttingen en in de periode dat hij daar was (1920-1933) werd Göttingen een belangrijk centrum voor de kwantumfysica; Franck kwam er onder anderen in aanraking met Max Born en zijn leerlingen Blackett, Condon, Fritz Houtermans, Kopfermann, Kroebel, Heinz Maier-Leibnitz, Robert Oppenheimer en Eugene Rabinowitch. Met Condon stelde hij het zogenaamde Franck-Condon-principe op.

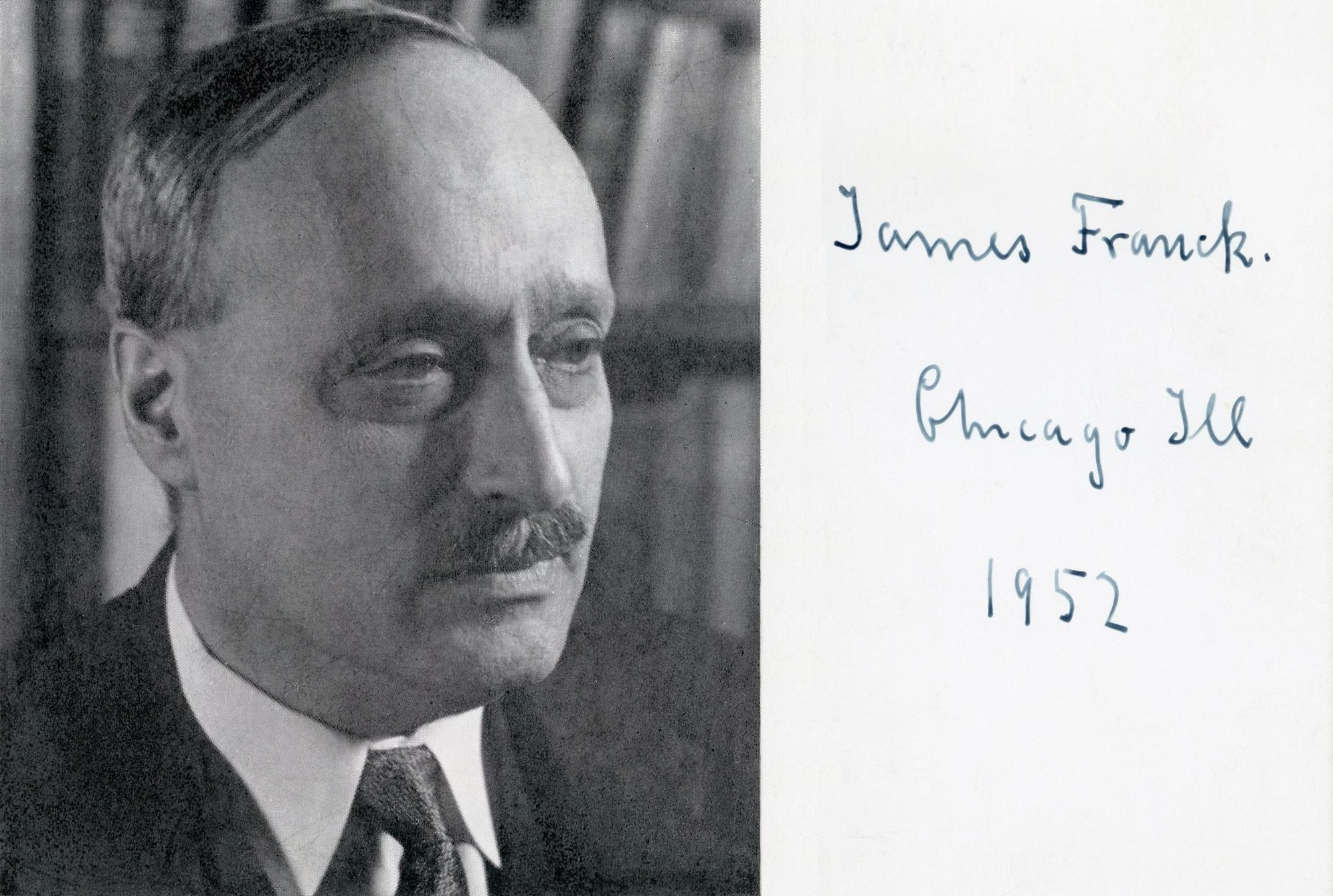
James Franck, Chicago 1952

Toen in 1933 de nazi's in Duitsland aan de macht kwamen, zegde Franck uit protest zijn baan in Göttingen op, vertrok naar Baltimore in de Verenigde Staten en kwam vervolgens, na nog een jaar in Denemarken, in 1938 uit in Chicago, waar hij professor in de fysische chemie werd. In de Tweede Wereldoorlog was hij daar hoofd van de chemische afdeling van het metallurgisch laboratorium. In die functie raakte hij betrokken bij het Manhattanproject. 
Hij was oprichter en voorzitter van Commissie voor politieke en sociale problemen omtrent de atoombom. In deze commissie namen ook andere wetenschappers van het metallurgisch laboratorium die bij het Manhattanproject betrokken waren zitting, onder anderen Donald J. Hughes, J.J. Nickson, Eugene Rabinowitch, Glenn Seaborg, J.C. Stearns and Leó Szilárd. De commissie publiceerde op 11 juni 1945 het zogenaamde Franck Report, een rapport over de problemen die kleven aan de vreedzame en militaire toepassing van kernenergie. In dit rapport werd onder andere voorgesteld de atoombom op een onbewoonde plaats te demonstreren om zo de toepassing tegen mensen te kunnen voorkomen. Dit voorstel werd echter niet opgevolgd en later in datzelfde jaar werden atoombommen afgeworpen boven Hiroshima en Nagasaki.
In 1947 ging Franck met emeritaat, maar hij bleef nog tot 1956 actief als hoofd van de fotosynthese-onderzoeksgroep van de universiteit van Chicago. Franck trouwde nog een tweede maal, met Hertha Sponer (1895-1968), een natuurkundige met wie hij eerder in Göttingen had samengewerkt. Hij stierf tijdens een bezoek aan Göttingen.

## Werk
Francks primaire onderzoeksgebied betrof de kinetica van elektronen, atomen en moleculen. Hierbij onderzocht hij de geleiding van elektriciteit door gassen, ofwel de beweging van ionen in gassen.
Zijn bekendste werk betreft echter een experiment dat zijn naam draagt: het Franck-Hertz-experiment uit 1912. In dit experiment, dat hij samen met Gustav Hertz uitvoerde, versnelden ze elektronen en lieten die botsen op kwikatomen. Door de kinetische energie die elektronen verliezen als ze inelastisch botsen met een atoomkern te meten konden ze vaststellen welke energie noodzakelijk is voor een elektron om een aangeslagen toestand te bereiken. Hun experiment was hiermee het eerste experimentele bewijs dat het bestaan van stationaire energietoestanden van elektronen aantoonde en bevestigde tevens de atoomtheorie van Niels Bohr.

## Werken
- Photosynthesis in Plants (1949, met Walter Loomis)